# Salvator merianae
Il tegu argentino bianco e nero (Salvator merianae Duméril & Bibron, 1839), chiamato anche tegu gigante argentino o lagarto overo in spagnolo, è una specie di lucertola, la più grande della famiglia Teiidae. È una specie onnivora e opportunista, che abita le foreste pluviali tropicali, savane e semi-deserti del Sud America orientale e centrale.
I Tegu riempiono nicchie ecologiche simili a quelle dei varani, ma sono ad essi solo lontanamente imparentati; la somiglianza è un esempio di convergenza evolutiva.

## Etimologia
Il nome specifico "merianae" è stato dato in onore della naturalista di origine tedesca Maria Sibylla Merian.

## Descrizione
Quando nasce, il tegu argentino è di colore verde smeraldo dalla punta del muso fino a metà del collo, con strisce nere verticali. Il verde smeraldo diventa bianco dopo i primi mesi di vita.
La coda, lunga e muscolosa, viene utilizzata come arma di difesa dall'animale, e presenta striature di colore giallo e nero; un numero inferiore di bande gialle indica un animale più anziano. Il tegu può inoltre lasciare cadere una sezione della coda come diversivo per distrarre l'eventuale predatore, tuttavia è un comportamento molto raro negli adulti.
È presente un marcato dimorfismo sessuale, infatti i maschi adulti sono molto più grandi delle femmine, raggiungendo i 92 cm di lunghezza raggiunta la maturità sessuale, e possono continuare a crescere fino alla lunghezza di 120-140 cm. Le femmine sono molto più piccole, ma possono crescere fino a 80 cm di lunghezza dal naso alla coda e raggiungere un peso di 2,5–7,0 kg.

## Distribuzione e habitat
Come suggerisce il nome, il tegu argentino è originario dell'Argentina, ma è presente anche in Brasile, Paraguay e Uruguay.